# Dadince
Dadince (cyr. Дадинце) – wieś w Serbii, w okręgu jablanickim, w gminie Vlasotince. W 2011 roku liczyła 151 mieszkańców.